# Travelogue (Joni Mitchell)
| Recensione                        | Giudizio            |
| --------------------------------- | ------------------- |
| AllMusic                          | [ 1 ]               |
| Robert Christgau                  | (giudizio negativo) |
| The New Rolling Stone Album Guide | [ 3 ]               |
| Sputnikmusic                      | 3.1 (Good)          |
| 24.000 dischi                     | [ 5 ]               |
| Rolling Stone                     | [ 6 ]               |

Travelogue è un doppio CD di Joni Mitchell, pubblicato dall'etichetta discografica Nonesuch Records nel novembre del 2002.
Prodotto da Joni Mitchell e da Larry Klein, quest'ultimo ne ha curato la direzione artistica; gli arrangiamenti e la direzione musicale sono di Vince Mendoza.
All'album partecipano prestigiosi musicisti quali Wayne Shorter, Kenny Wheeler, Herbie Hancock, Billy Preston e Larry Klein, oltre a un'imponente formazione orchestrale.
Si può considerare un album sulla falsariga del precedente Both Sides Now, essendo una riproposta con accompagnamento orchestrale di canzoni della lunga carriera della cantautrice.

## Tracce
Tutti i brani sono stati composti da Joni Mitchell, eccetto dove indicato
Disco 1
1. Otis and Marlena – 3:52
2. Amelia – 6:46
3. You Dream Flat Tires – 3:46
4. Love – 5:38
5. Woodstock – 5:54
6. Slouching Towards Bethlehem – 7:09 (Basato su un poema di W.B. Yeats)
7. Judgement of the Moon and Stars (Ludwig's Tune) – 5:20
8. The Sire of Sorrow (Job's Sad Song) – 7:09
9. For the Roses – 7:28
10. Trouble Child – 5:02
11. God Must Be a Boogie Man – 3:56

Disco 2
1. Be Cool – 5:09
2. Just Like This Train – 5:04
3. Sex Kills – 3:57
4. Refuge of the Roads – 7:56
5. Hejira – 6:47
6. Chinese Café / Unchained Melody* – 5:41 ((*) Hy Zaret, Alex North)
7. Cherokee Louise – 6:00
8. The Dawntreader – 5:38
9. The Last Time I Saw Richard – 4:58
10. Borderline – 6:23
11. The Circle Game – 6:50

## Musicisti
- Joni Mitchell - voce
- Larry Klein - direttore musicale
- Vince Mendoza - conduttore orchestra, arrangiamenti
- Brian Blade - batteria
- Chuck Berghofer - basso acustico
- Larry Klein - basso elettrico
- Herbie Hancock - pianoforte
- Billy Preston - organo Hammond B-3
- Wayne Shorter - sassofono soprano
- Plas Johnson - sassofono tenore
- Kenny Wheeler - flicorno
- Paulinho Da Costa - percussioni
- Isobel Griffiths - orchestral contractor
- Vic Fraser - copyst
- Gavin Wright - caporchestra
- Perry Montague-Mason - violino
- Chris Tombling - violino
- Dave Woodcock - violino
- Jonathan Strange - violino
- Rebecca Hirsch - violino
- Warren Zielinski - violino
- Liz Edwards - violino
- David Emanuel - violino
- Douglas Mackie - violino
- Helen Hathorn - violino
- Jonathan Evans Jones - violino
- Mark Berrow - violino
- Mike McMenemy - violino
- Jackie Shave - violino
- Pat Kiernan - violino
- Boguslav Kostecki - violino
- Julian Leaper - violino
- Cathy Thompson - violino
- Ben Cruft - violino
- Jim McLeod - violino
- Peter Hansen - violino
- Simon Fischer - violino
- Dermot Crehan - violino
- Everton Nelson - violino
- Paul Willey - violino
- Antonia Fuchs - violino
- Rita Manning - violino
- Jonathan Rees - violino
- Peter Lale - viola
- Bob Smissen - viola
- Phil Dukes - viola
- Bruce White - viola
- Gustav Clarkson - viola
- Rachel Bolt - viola
- Don McVey - viola
- Catherine Bradshaw - viola
- Justin Ward - viola
- Zoe Lake - viola
- Tim Grant - viola
- Garfield Jackson - viola
- Anthony Pleeth - violoncello
- Tony Lewis - violoncello
- Martin Loveday - violoncello
- Dave Daniels - violoncello
- David Bucknall - violoncello
- Frank Shaefer - violoncello
- Paul Kegg - violoncello
- Helen Liebmann - violoncello
- Steve Orton - violoncello
- Jonathan Tunnell - violoncello
- Robert Firman - violoncello
- Chris Laurence - contrabbasso
- Mary Scully - contrabbasso
- Leon Bosch - contrabbasso
- Paddy Lannigan - contrabbasso
- David Ayre - contrabbasso
- Simon Benson - contrabbasso
- Andy Findon - flauto
- Helen Keen - flauto
- Anna Noakes - flauto
- Phil Todd - sassofono soprano
- John Anderson - oboe
- Sue Bohling - oboe, cornetta
- Chris Cowie - oboe
- Nick Bucknall - clarinetto
- Dave Fuest - clarinetto
- Heather Nicholl - clarinetto
- Julie Andrews - fagotto
- Robin O'Neill - fagotto
- Gavin McNaughton - fagotto
- Richard Skinner - controfagotto
- John Pigneguy - corno
- Richard Watkins - corno
- David Pyatt - corno
- Richard Bissell - corno
- Mike Thompson - corno
- Richard Berry - corno
- Phil Eastop - corno
- Simon Rayner - corno
- Andy Crowley - tromba, c-trumpet
- Derek Watkins - tromba
- John Barclay - tromba
- Paul Archibald - tromba
- Simon Gardner - tromba
- Stuart Brooks - tromba
- Kenny Wheeler - tromba
- Peter Davies - trombone
- Mike Hext - trombone
- Peter Beachill - trombone
- Richard Edwards - trombone
- Roger Harvey - trombone
- Dave Stewart - trombone basso
- Owen Slade - tuba
- Skaila Kanga - arpa
- Helen Tunstall - arpa
- Hugh Webb - arpa
- Steve Henderson - percussioni
- Frank Ricotti - percussioni
- Bill Lockhart - percussioni
- Chris Baron - percussioni
- Glyn Matthews - percussioni
- John Lenehan - pianoforte
- Jacob Heringman - liuto
- Jenny O'Grady - conduttrice cori
- Johnathan Arnold - coro
- John Bowley - coro
- Lindsay Benson - coro
- Andrew Busher - coro
- Jeremy Birchall - coro
- Matthew Brooke - coro
- Stepeh Charlesworth - coro
- Michael Dore - coro
- Robert Evans - coro
- Graham Godfrey - coro
- Donald Greig - coro
- Simon Grant - coro
- Robert Johnston - coro
- Robert - Kearley - coro
- John Kingsley-Smith - coro
- Gerald O'Beirne - coro
- Michael Pearn - coro
- David Porter-Thomas - coro
- Johnathan Rathbone - coro
- Jeremy Rose - coro

Note aggiuntive
- Larry Klein e Joni Mitchell - produttori
- Cindi Peters e Dana Pilson - coordinatori alla produzione (per la Worlds End (America) Inc.)
- Registrazioni effettuate a: Air Studios di Hampstead (Londra); Ocean Way Recording di Hollywood; Record One di Sherman Oaks; Market Street di Venice (California)
- Geoff Foster ed Helik Hadar - ingegneri delle registrazioni
- Jake Jackson, Andy Strange, Jeff Burns, Tom sweeney e Darrell Thorp - assistenti ingegneri delle registrazioni
- Mixato al Ocean Way Recording di Hollywood (California) da Allen Sides
- Masterizzato da Bernie Grundman al Bernie Grundman Mastering di Hollywood (California)
- Joni Mitchell e P.D. Whoodsmithe - dipinti copertina, art direction e fotografia[9]